# Cyathura kikuchii
Cyathura kikuchii är en kräftdjursart som beskrevs av Nunomura 1977. Cyathura kikuchii ingår i släktet Cyathura och familjen Anthuridae. Inga underarter finns listade i Catalogue of Life.